# رامل كاري
رامل كاري (بالإنجليزية: Ramel Curry)‏ مواليد 17 أبريل 1980 في بروكلين، نيويورك، هو لاعب كرة سلة أمريكي. بدأ مسيرته الاحترافية في سنة 2002. يلعب مع نادي المتحد طرابلس كلاعب هجوم خلفي. يحمل الرقم 7. يبلغ طوله 6 قدم 3.75 بوصة (1.9 م). لعب مع إس إس فليتشي سكاندون وفيكتوريا يبرتاس بيزارو.

## الإنجازات
- دوري السوبر الأوكراني لكرة السلة : (2010، 2012)
- الدوري اليوناني لكرة السلة : (2013، 2014)
- كأس اليونان لكرة السلة : (2014)

## روابط خارجية
- رامل كاري على موقع الدوري الأوروبي لكرة السلة (الإنجليزية)
- رامل كاري على موقع كرة السلة الأوروبية.كوم (الإنجليزية)
- رامل كاري على موقع DraftExpress.com (الإنجليزية)
- رامل كاري على موقع ريلجم (الإنجليزية)
- رامل كاري على موقع بروبوليرز (الإنجليزية)
- رامل كاري على موقع سبورتس رفرنس (الإنجليزية)
- رامل كاري على موقع سبورتس رفرنس (الإنجليزية)